# Micromus zhaoi
Micromus zhaoi är en insektsart som beskrevs av C.-k. Yang 1987. Micromus zhaoi ingår i släktet Micromus och familjen florsländor. Inga underarter finns listade i Catalogue of Life.